# Billie Pierce

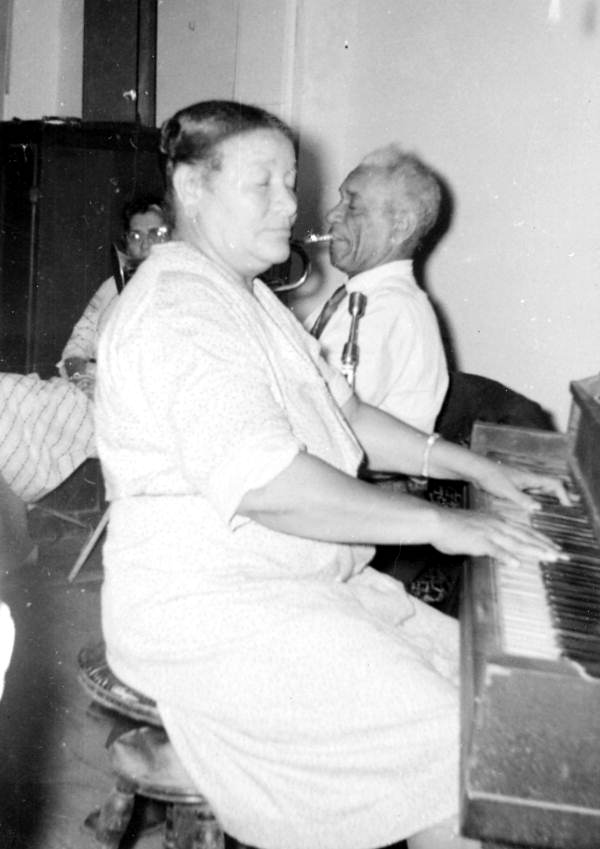
Billie Pierce

Wilhelminia „Billie“ Pierce (* 8. Juni 1907 in Marianna (Florida) als Wilhelmina Goodson; † 29. September 1974 in New Orleans)  war eine US-amerikanische Pianistin und Sängerin des New Orleans Jazz.
Billie Pierce war eine von sieben Klavier spielenden Schwestern; auch ihre Eltern waren Pianisten. Anfang der 1920er Jahre begleitete Billie Pierce zwei Wochen lang die Sängerin Bessie Smith in einem Theater in Pensacola; dann war sie mit der Might Wiggle Carnival Show unterwegs und spielte in diversen Bands mit gleicher Instrumentierung wie im New-Orleans-Stil. Ende der Dekade zog sie nach New Orleans, um ihre Schwester Sadie in der Band von Buddy Petit zu ersetzen. 1930 wurde sie Mitglied der Bands von Alphonse Picou, bei dem sie bis 1932 blieb. Weiterhin spielte sie in den Gruppen von Emile Barnes und George Lewis. Mitte der 1930er Jahre spielte sie im Blue Jay Club, wo sie den Kornettisten Dee Dee Pierce (1904–1973) kennenlernte, den sie 1935 heiratete. Mit ihm zusammen gründete und leitete sie ein Ensemble, das in den 1950ern als Hausband in  der Luthjen's Dance Hall fungierte. In den 1960er Jahren hatte sie ein bemerkenswertes Comeback mit ihrer Mischung aus Blues, Boogie Woogie und Jazz. Sie spielte auch in der Preservation Hall Jazz Band und war bis Anfang der 1970er Jahre in der New-Orleans-Jazzszene aktiv. Sie starb wenige Monate nach ihrem Mann.

## Diskographische Hinweise
- Billie Pierce (with Raymod Burke) (American Music, 1950–1954)
- Gulf Coast Blues (Arhoolie, 1959)
- With Kid Thomas Valentine 1960 (504 Jazz, 1960)
- New Orleans – The Living Legends (Original Blues Classics, 1961)